# Giuseppe Anelli
Giuseppe Anelli (* ca. 1787 in Piacenza; † 20. November 1865 in London), im Deutschen auch Josef Anelli,  war ein italienischer Sänger, Gesangslehrer, Gitarrist und Komponist.

## Leben
Anelli kam als Sänger und Gitarrist über Turin nach Portugal an den Hof der Paoline Borghese. 1813 zog er nach Paris, wo er unter anderem mit Fernando Sor zusammentraf. Bereits 1815 ging er nach London, wo er als Gesangslehrer der Prinzessin Augusta in London (möglicherweise Augusta von Hannover, die ab 1806 wieder in London lebte) in Erscheinung trat.
1817 traf er in Bath ein, wo er zunächst als Lehrer für italienische Sangeskunst, Sprache und Literatur auftrat. Erst 1823, mit seinem Umzug nach Bristol, betätigte er sich wieder als Gitarrenlehrer. Er verfasste die Gitarrenschule New method for the guitar sowie eine Geschichte der Gitarre (History of the guitar, erschienen bei Somerton in Bristol).
Nach 17 Jahren in Bristol zog Anelli 1840 über Exeter (1840–1843), Cheltenham (1843–1848) und Edinburgh (1848–1851) zurück nach London, wo er 1865 in Islington starb.

## Werk
Anelli schrieb rund 300 Stücke für Gitarre bzw. Lieder mit Gitarrenbegleitung sowie zwei Konzerte für Gitarre und Orchester, deren Noten verloren gingen.
Auswahl:
- Non dormo un’ora al gano (Arie)
- Grazie o pietosi Dei (Arie)
- Vado in traccia del ben mio (Cavatina)
- Povero cor tu palpiti (Cavatina)
- Child of heart with the Golden Hair (Cavatina)
- Tre cavatine
- Estrate dalla cantata
- Introduction and Variations on 'Dal tuo stellato soglio' (aus Rossinis Oper „Mosè in Egitto“)
- The Little Mountaineer (Arrangement zu einem Stück von W. Ball)
- The Merry Mountain Pipe (Arrangement zu einem Stück von J.A. Barnett)
- The Minstrel to his Steed
- Variations on 'Deh con te' (aus Bellinis Oper „Norma“)
- Variations on 'Mira O Norma' (aus Bellinis Oper „Norma“)

## Aufnahmen
Massimiliano Filippini: Virtuosi italiani della chitarra (Nava, Anelli, Pettoletti, Molino, di Domenico, Dominici). Cremona 19047. 2019